# Nižný Mirošov
Nižný Mirošov este o comună slovacă, aflată în districtul Svidník din regiunea Prešov. Localitatea se află la altitudinea de 302 m deasupra n.m., se întinde pe o suprafață de 7,02 km2 și în 2017 număra 269 de locuitori.

## Istoric
Localitatea Nižný Mirošov este atestată documentar din 1567.

## Demografie
| An:                | 1994 | 2004    | 2014   | 2024   |
| ------------------ | ---- | ------- | ------ | ------ |
| Număr de persoane: | 220  | 257     | 258    | 265    |
| Diferență:         |      | +16,81% | +0,38% | +2,71% |

| An:                | 2023 | 2024   |
| ------------------ | ---- | ------ |
| Număr de persoane: | 259  | 265    |
| Diferență:         |      | +2,31% |